# Sphecius speciosus
Sphecius speciosus är en stor solitär art i djurgruppen getingar som tillhör familjen Crabronidae. Arten kallas på engelska oftast för "Cicada killer wasp" (Svenska: "Cikaddödare"), men eftersom det finns ett flertal besläktade arter som också kallas så, är det mer exakt att kalla den "Eastern Cicada killer wasp".
Arten förekommer i östra och mellanvästra Förenta staterna och i Mexiko och Centralamerika. De heter så för att de jagar och förser sina bon med cikador. I Nordamerika heter de ibland "sand hornets", trots att de inte är getingar, vilka tillhör familjen Vespidae. Senaste studien över deras biologi kan hittas i The Sand Wasps: Natural History and Behavior, H. E. Evans and K. M. O'Neill, Harvard University Press, 2007.

## Beskrivning
Vuxna har en storlek av 1,5 - 5 cm med röda och svarta markeringar på midjan och abdomenen med ljusgula ränder på abdomenen. Vingarna är något bruna. Färgmönstren är oftast som hos släktena Vespula, Dolichovespula eller Vespa. Honorna är något större än hanarna, och båda är bland de största getingarna som finns i östra Förenta staterna. Arten bålgeting (Vespa crabro) blir ofta felidentifierad som Sphecius speciosus.

## Livscykel och vanor
Solitära getinar beter sig mycket annorlunda från sociala getingar som vespor, yellowjackets och pappersgetingar. Sphecius speciosus använder stinget för att förlama bytet (cikador) i stället för att försvara sina bon. Vuxna äter nektar och sav.
Vuxa kommer ut under sommaren, oftast först sent i juni och tidigt i juli, och fortsätter genom sommarmånaderna. De är aktiva i ett visst område i ungefär 60 till 75 dagar, till mitten på september. De stora honorna brukar ses under mitten och slutet av sommaren flygande lågt över gräsmattor letande efter goda ställen för bon, och sökande i träd och buskar efter cikador.